# 柳家小傳次
柳家 小傳次（やなぎや こでんじ）は、落語家の名跡。
- 先代柳家小傳次 - 後∶二代目柳家小せん
- 当代柳家小傳次 - 本項で記述。

柳家 小傳次（やなぎや こでんじ、1978年2月19日 - ）は、東京都目黒区出身の落語家。落語協会所属。本名∶奥山 直人。出囃子∶「子守り」。紋は「丸に三つ柏」。

## 経歴
東京都目黒区に生まれ育ち、高校卒業後、声優を目指して東京アニメーター学院アニメーション声優本科に入学する。同学院に在学中の1997年4月、当時の講師であり声優の増岡弘が主宰する東京劇団ルネッサンスに入団する。
東京アニメーター学院卒業後は俳優として劇団に所属するが、増岡より現在の師匠である柳家さん喬を紹介されたことがきっかけで、2000年1月に入門。前座名「さん市」。初高座は2000年5月19日で、場所は中野芸能小劇場、演目は『寿限無』。
2003年に三升家勝菜、柳家麟太郎と共に二ツ目昇進し、「喬之進」と改名。柳家さん喬の「喬」の字を貰い三文字でおさまりが良いということで「之進」を付け、「喬之進」と名付けた。
2015年3月21日に三遊亭司、柳家小傳次、四代目桂右女助、柳家海舟、四代目入船亭扇蔵、二代金原亭馬治、二代目金原亭馬玉、三代目柳家さん助、柳家燕弥、三遊亭彩大で真打昇進、「小傳次」と改名。

## 人物
趣味特技は野球、ヴァイオリン、雑談、麻雀、競馬観戦。
得意とする演目は『そば清』『ちりとてちん』『天狗裁き』『文七元結』『井戸の茶碗』など食べ物に関する演目が多く『与太郎噺』なども得意である。
古今亭志ん陽、柳家小傳次、柳家燕弥、春風亭三朝の四人で「RAKUGOもんすたぁず」を組んでいる。

## 芸歴
- 2000年1月：柳家さん喬に入門。前座名「さん市」。
- 2003年11月：二ツ目昇進。「喬之進」と改名。
- 2015年月：真打昇進、「小傳次」と改名。

## 著書
- 柳家さん喬一門本 ～世にも奇妙なお弟子たち～　＊さん喬と弟子たち共著（秀和システム、2021年1月）ISBN 978-4798063287